# Agnès de Montepulciano
Agnès de Montepulciano, née Agnès Segni (Gracciano, 28 janvier 1268 - 20 avril 1317), fut une prieure dominicaine, réputée pour sa vie mystique, qui est vénérée comme sainte par l'Église catholique. Elle est fêtée le 20 avril.

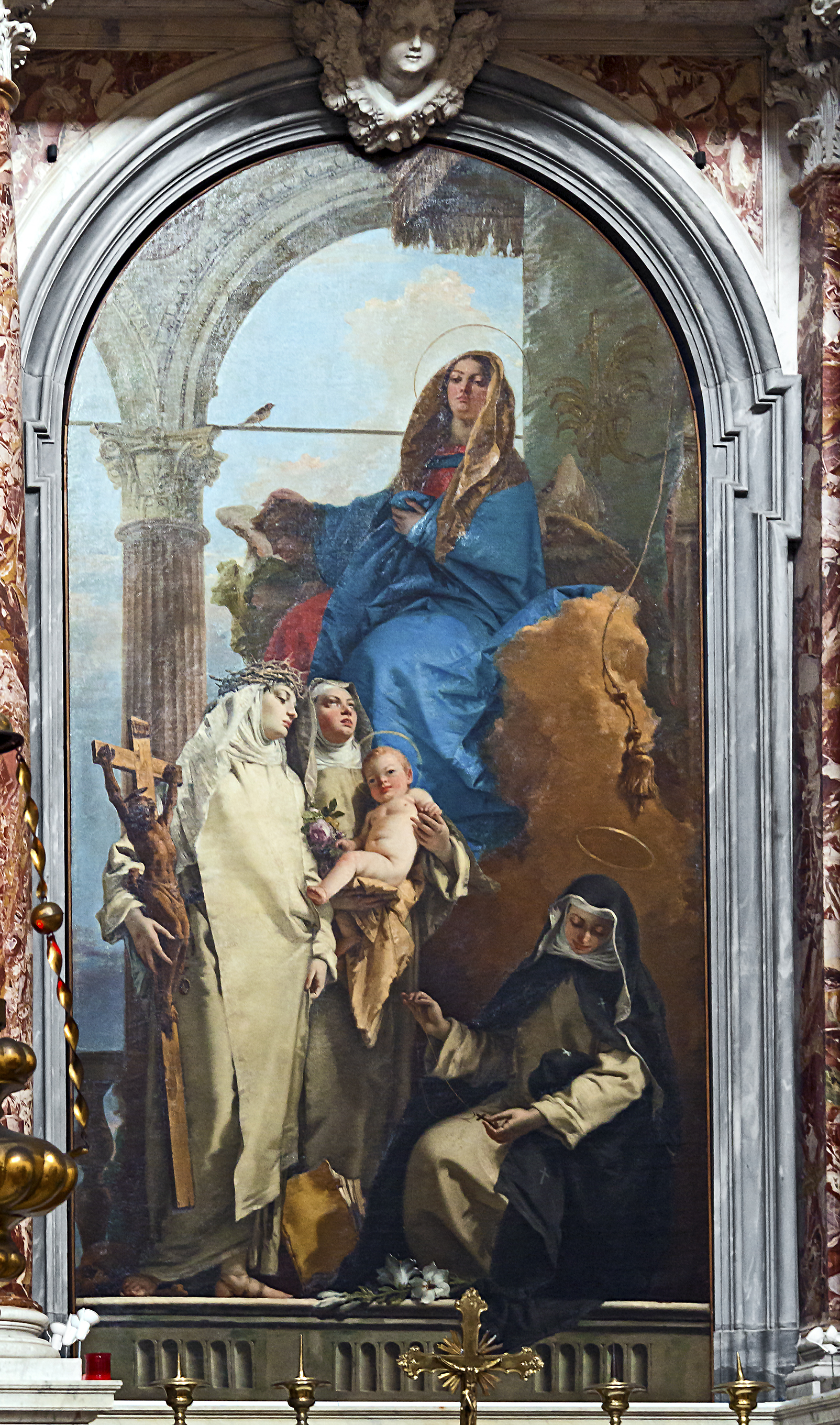
Tableau de Giambattista Tiepolo (1748), église Sainte-Marie-du-Rosaire de Venise, Italie.

## Biographie
Agnès Segni est née le 28 janvier 1268 à Gracciano, près de Montepulciano. Enfant, elle fut confiée aux sœurs de Montepulciano, appelées Sœurs du Sac parce que leur habit, de toile grossière, ressemblait à un sac.
En 1283, elle entre dans une communauté nouvelle, à Precesso, près d'Orvieto, à l'âge de 15 ans. Sa sagesse, ses grandes qualités spirituelles ont fait qu'elle a rapidement été nommée prieure de ce monastère.
En 1306, elle revient à Montepulciano pour y fonder un petit couvent en dehors de la ville. Elle y construit un oratoire consacré à la Sainte Vierge, qui sera agrandi ensuite, en 1311. Pour ce faire, elle collecte de l'argent auprès des riches et des pauvres de la région, et devient prieure du couvent de dominicaines qu'elle établit.

### Sainte Agnès et l'Eucharistie
Un jour qu'elle était en extase mystique, l'heure de la messe passa sans qu'elle s'en soit aperçue. Revenue à elle-même, elle se mit à pleurer de ne pouvoir ce matin-là recevoir la communion. Un ange apparut alors, lui apportant l'Eucharistie.

### Sa mort
Agnès vécut à Montepulciano le restant de ses jours, et y mourut à l'âge de 49 ans, le 20 avril 1317. Pendant son agonie, un ange lui apparut en lui disant : « Prends ce calice, ô bien-aimée du Christ, bois comme Lui jusqu'à la lie ».
Ses sœurs, la voyant mourir, la suppliaient de demander sa guérison. Elle leur répondit : « Si vous m'aimiez vraiment, vous vous réjouiriez de ma mort, puisque je m'en vais à mon Bien-Aimé. Je vous serai plus utile au paradis qu'ici ; ayez confiance, je serai toujours avec vous ».
Elle s'éteignit en disant : « Mon Bien-Aimé est à moi, je ne Le quitterai plus ».
Son corps, miraculeusement préservé de la corruption, repose au couvent des Dominicaines de Montepulciano.

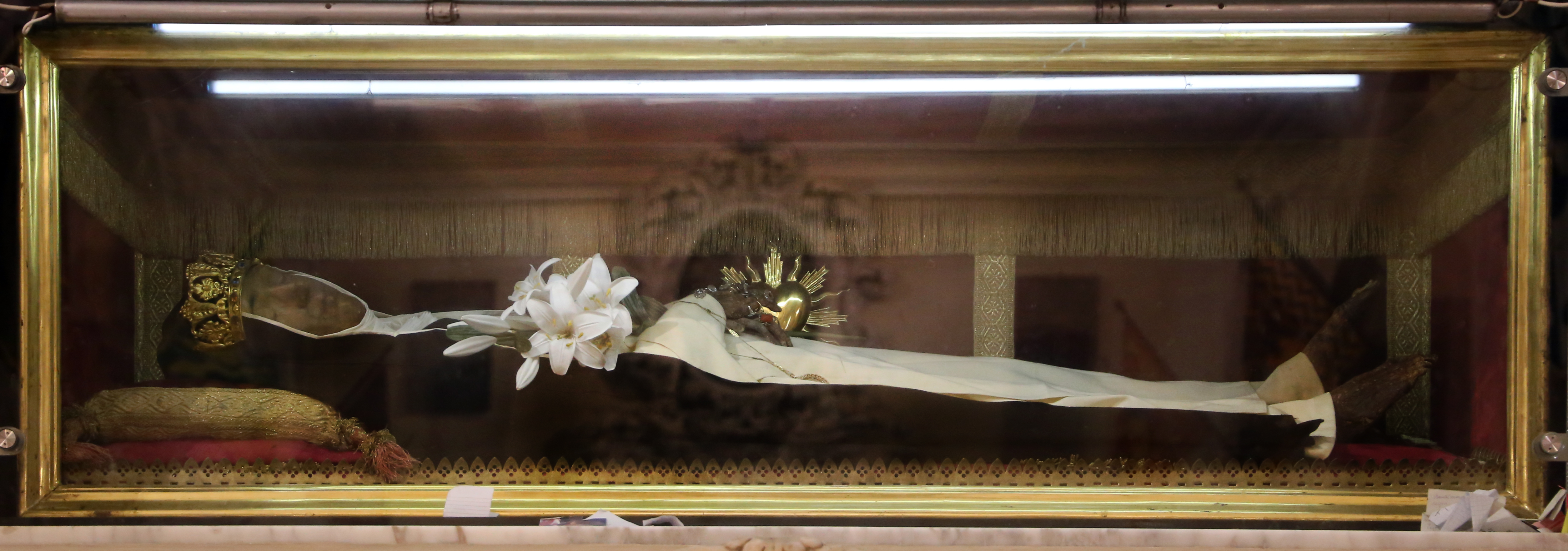
Corps intact de sainte Agnès dans le sanctuaire de Montepulciano.

Sainte Catherine de Sienne (1357-1380) avait une grande vénération pour elle.

## Béatification et canonisation
- Elle fut béatifiée par Clément VIII en 1608
- Et canonisée par Benoît XIII en 1726.
- Sa fête est fixée au 20 avril d’après le Martyrologe romain[1].

## Iconographie
- Sainte Agnès de Montepulciano est souvent représentée avec « trois cailloux » en souvenir de la construction du monastère dont les pierres lui avaient été offertes par la Sainte Vierge. (voir ci-dessus)
- Elle est aussi représentée en compagnie d'un agneau, par la similitude avec son prénom et son adoration de l'Agneau de Dieu.
- On la représente également dans sa fonction d'abbesse, portant une crosse.
- Giambattista Tiepolo la représente aux côtés de Rose de Lima et Catherine de Sienne dans le tableau La Vierge apparaît à sainte Rose de Lima, à sainte Catherine de Sienne et à sainte Agnès de Montepulciano, réalisé en 1748 et conservé à l'Église dei Gesuati à Venise[2].